# Leonessa (Italia)
Leonessa è un comune italiano di 2 046 abitanti della provincia di Rieti nel Lazio.
Fondata nel 1278, appartenuta all'Abruzzo e alla provincia dell'Aquila per più di sei secoli, fino al passaggio nel Lazio avvenuto nel 1927, è una cittadina dalla vocazione turistica sia estiva (nel campo del turismo culturale) sia invernale (grazie alla stazione sciistica di "Campo Stella" posta sul versante settentrionale del monte Terminillo), insignita della bandiera arancione.

## Geografia fisica

### Territorio
Il comune, il secondo più vasto della provincia di Rieti, è posto nel Lazio settentrionale, lungo il versante settentrionale del Terminillo e la Val Leonina (o Vallonina) discendente dalla Sella di Leonessa, allungandosi poi sull'omonimo altopiano di Leonessa fino al confine con l'Umbria con il territorio del comune di Monteleone di Spoleto e Cascia.
Nel territorio comunale si eleva anche il monte di Cambio (2081 m s.l.m.), il Monte I Porcini (1981,6 m), il Colle Tavola (1969,9 m), il Colle Prato Pecoraro (1817,2 m), il Monte San Venanzio (1800,7 m), il Monte Costa Acera (1791,5 m), il Monte Tilia (1775 m), il Monte Arcioni (1754,8 m), il Colle Leprino (1747,1 m), il Monte Caromano (1706,7 m), il Forca di Fao (1662,6 m), il Collelungo (1651,9 m), il Monte Fazzolettone (1621,7 m), il Monte Nocella (1618,7 m), il Monte Lepre (1564,7 m) e vi scorre il fiume Corno.

### Clima
- Classificazione climatica: zona E, 2901 GR/G

## Storia

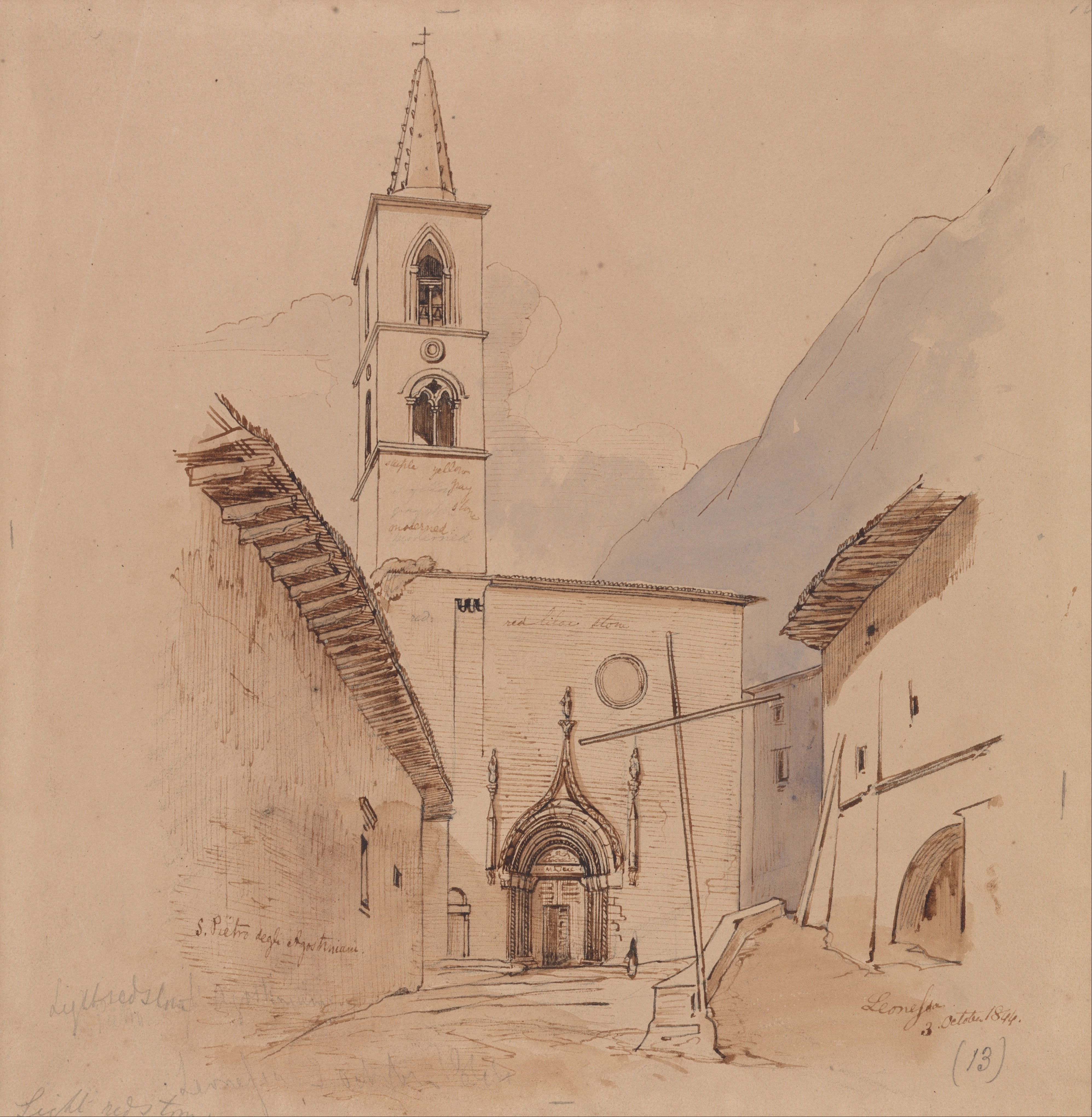
La chiesa di San Pietro in un disegno di Edward Lear dell'ottobre 1844 (conservato nello Yale Center For British Art di New Haven)

Leonessa fu fondata nel 1278 con la fusione di vari castelli preesistenti, nell'altipiano alle falde del monte Tilia. Ai margini settentrionali dell'altopiano si fissò, già sul finire del XII secolo, la linea pedemontana di confine tra Stato della Chiesa e Regno di Sicilia, ad ognuno dei quali fece capo un gruppo di castelli. Tale fondazione va inquadrata nei procedimenti di sinecismo o di incastellazione che, soprattutto in Abruzzo nei secoli XIII-XIV furono all'origine di molti agglomerati.
Nei secoli XV-XVI fiorirono le industrie, principalmente quella laniera, che trovò sbocchi in numerosi centri commerciali, dai mercati di Farfa a quelli di Ascoli Piceno. In seguito l'arte della lana volse al declino, pur continuando ad assorbire una considerevole parte dell'artigianato locale. Nel corso del '500 Leonessa venne infeudata a Margherita d'Austria, figlia di Carlo V, la quale la portò in dote ai Farnese.
La situazione economica ebbe un grave colpo in seguito ai violenti terremoti del 1703, nei quali rimasero distrutti molti edifici pubblici e numerose frazioni. Tuttavia, nel 1737 e poi nel 1746, pur afflitta da gravi ristrettezze economiche, Leonessa visse la sua ora di trionfo con la beatificazione e la canonizzazione del frate cappuccino leonessano Eufranio Desideri, noto come Giuseppe da Leonessa. Fino al 1860 fu un comune compreso nel Regno delle Due Sicilie, fino a quando non fu conquistato dal Regno di Sardegna, che nel 1861 prese il nome di Regno d'Italia. Nel 1927 passò dalla provincia dell'Aquila, ricompresa nello storico circondario di Cittaducale, a quella neoistituita di Rieti, appartenente al Lazio anziché all'Abruzzo.

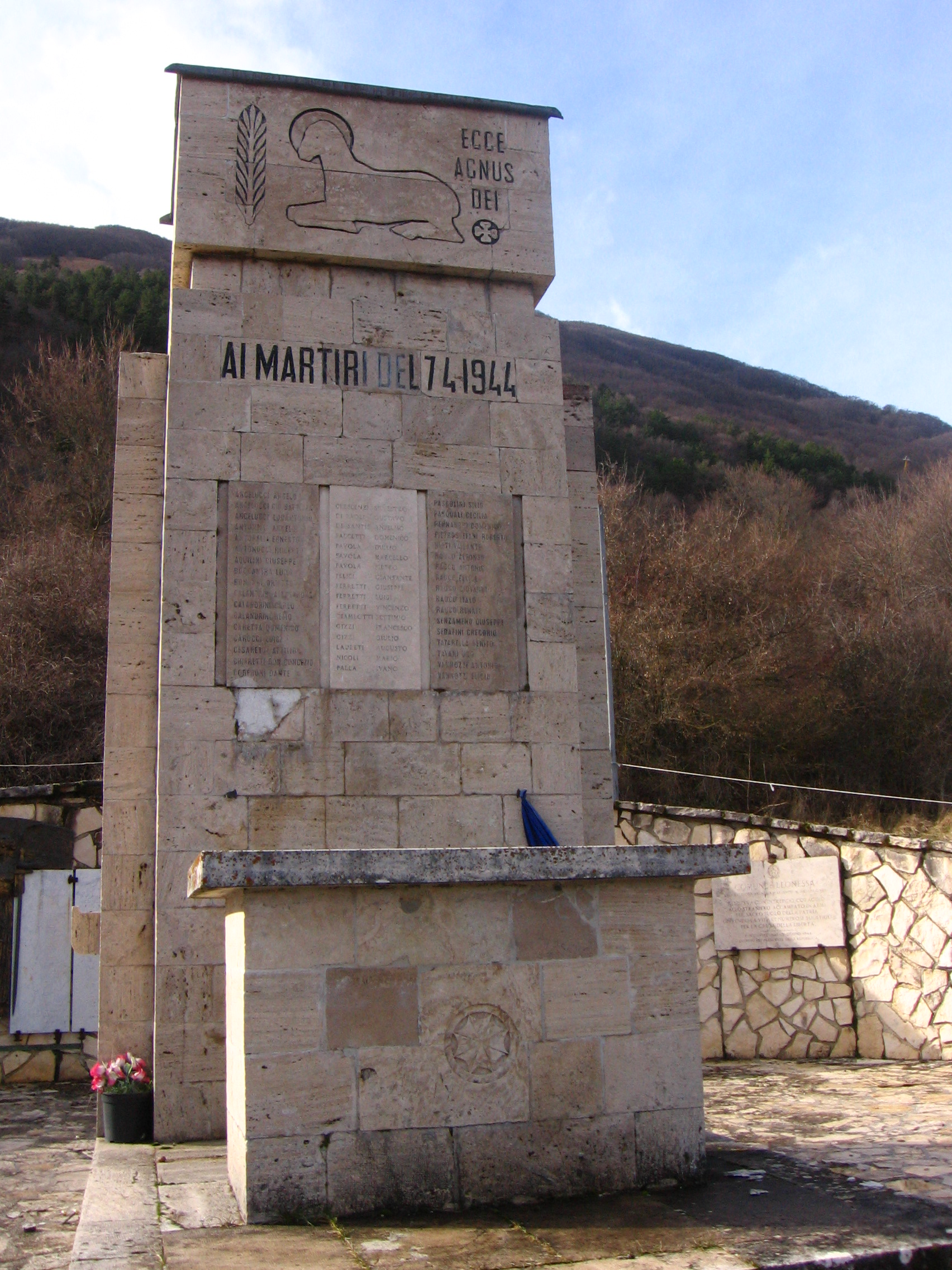
Monumento ai Martiri del 7 aprile 1944

Durante la seconda guerra mondiale dopo l'8 settembre, la zona di Leonessa fu interessato da un forte movimento partigiano, e il 16 marzo 1944 il paese e le frazioni circostanti vennero occupate dai partigiani della Brigata Garibaldi "Antonio Gramsci", e inglobate in una zona libera che andava dalla Valnerina a Norcia e a Leonessa, con al centro Cascia. A ciò seguì una forte reazione da parte dell'esercito tedesco, che attaccò in forze la zona. Leonessa pagò un alto prezzo di sangue, quando tra il 2 e il 7 aprile si susseguirono una serie di stragi (la Strage di Leonessa) in cui vennero trucidati 51 civili, tra cui il parroco don Concezio Chiaretti.

### Terremoti
La cittadina è stata colpita più volte da violenti terremoti. Il primo, avvenuto a soli vent'anni dalla fondazione della città, fu il terremoto del reatino del 1298, che ebbe epicentro nei pressi di Leonessa e la colpì gravemente, distruggendo in parte la chiesa di San Francesco e l'annesso convento (oggi sede del Museo Civico). Ad esso fece seguito un secondo terremoto ai primi di dicembre del 1315. Nel 1454 un nuovo terremoto danneggiò la cittadina. Il terremoto dell'Aquila del 1703 fu distruttivo: nel territorio leonessano furono rasi al suolo numerosi villaggi e rimasero uccise 800 persone. Il terremoto del 1979 della Valnerina ha causato diversi danni anche significativi, ma senza vittime come anche quello di Colfiorito del 1997. Anche il terremoto del 2016 di Amatrice-Arquata del Tronto-Accumoli non ha causato vittime, ma solo danni superficiali ad alcune case nonostante la vicinanza con l'epicentro.

## Monumenti e luoghi d'interesse

### Architetture civili
- Fontana Farnesiana o Margaritiana: fontana rinascimentale posta al centro di piazza VII Aprile voluta da Margherita d'Austria nel 1548, costruita da maestro Nicola De Joanni. Ha pianta ottagonale con vasca divisa in quattro lati, abbellita da stemmi ed elementi a nastro. Il balaustro centrale ottagonale è ornato da stemmi e delfini, nonché da mascheroni.
- Fonte della Ripa: fontana del XII secolo, caratterizzata da una forma ad arco a tutto sesto.[6]
- Palazzo Mongalli: risalente al XV-XVI secolo,[6] è sito in piazza VII Aprile ed è sede del municipio e della pro loco.
- Palazzo Ettorre, costruito tra il XVII e il XVIII secolo, che costituisce il più ampio tra i palazzi del paese.[6]
- Palazzo Bisini (XVI secolo).[6]
- Palazzo Morelli (XVI secolo).[6]

- Palazzo Vanni, decorato da un notevole portale del XVIII secolo.[6]
- Palazzo Viscardi (XVI-XVII secolo).[6]
- Palazzo Cherubini, casa natale del compositore Bixio Cherubini.[6]
- Cinta muraria: Leonessa mantiene dei resti dell'antica cinta muraria difensiva. Lungo di essa si aprono la Porta Spoletina (risalente al XIV secolo e rivolta a nord, verso Spoleto), e la Porta Aquilana (risalente al XIII secolo e rivolta ad est, verso L'Aquila).[6]
- Torre Angioina: torre di osservazione di epoca medievale,[6] posta fuori dall'abitato, sul monte Tilia.
- Monumento ai martiri del 7 aprile 1944: monumento che ricorda le vittime della strage nazista di Leonessa.

### Architetture religiose
- Chiesa e convento di San Pietro: situato in piazza VII Aprile, il complesso risale al XIII secolo.[7] La facciata in pietra è del XV secolo, impreziosita da portale rinascimentale, con inciso l'anno di fondazione del 1467. Il campanile è una svettante torre gotica con finestre a sesto acuto. L'interno barocco conserva opere come una tavola cinquecentesca di Giacomo Siciliano, una tela della Madonna col Bambino di Giovanni Lanfranco e una Madonna con il bambino in gloria incoronata dagli angeli con i santi Biagio, Agostino e Liberatore di Ercole Orfeo Presutti[8]. La navata centrale è interrotta da una scala che conduce alla cripta gotica.
- Chiesa e convento di San Francesco: il complesso fu innalzato nel XIII secolo e terminato nel XV.[9] La facciata è romanico gotica, con portale a tutto sesto con lunetta, e rosone centrale superiore. Il campanile è gotico, con finestre a sesto acuto. L'interno a tre navate è diviso con pilastri ottagonali. Nelle navate dei muri si trovano portali delle chiese scomparse di Santa Maria Extra et Prope Portam e San Massimo. I dipinti quattrocenteschi sono attribuiti a Domenico da Leonessa.

- Santuario di San Giuseppe da Leonessa: pregevole esempio di architettura barocca, custodisce le spoglie di San Giuseppe da Leonessa.[10] L'edificio, costruito sulla casa natale del santo, risale alla prima metà del Settecento ed è opera dell'architetto romano Filippo Brioni.[10] Al suo interno ospita affreschi seicenteschi di Giacinto Boccanera e novecenteschi di Virginio Monti, nonché un organo a canne del 1759, opera di Johannes Conrad Werle.[10] Al santuario è annesso il museo di oggetti sacri Don Pio Palla.[10]
- Chiesa di Santa Maria del Popolo: riconoscibile per un notevole portale tardo gotico, la sua costruzione iniziò alla fine del Duecento e fu terminata solo nel Cinquecento.[10]
- Chiesa di san Carlo Borromeo (XVII secolo).
- Chiesa di San Matteo: piccola chiesa originata dalla ristrutturazione di una cappella, forse nel corso del Seicento.[11]
- Chiesa di Santa Maria della Visitazione (XIV secolo).
- Chiesa e monastero di San Giovanni Evangelista (XVI-XVII secolo).
- Chiesa di Santa Maria di Loreto e convento dei Cappuccini.
- Chiesetta di San Giuseppe: posta fuori dal paese, sulla cima del Colle Collato.

### Aree naturali

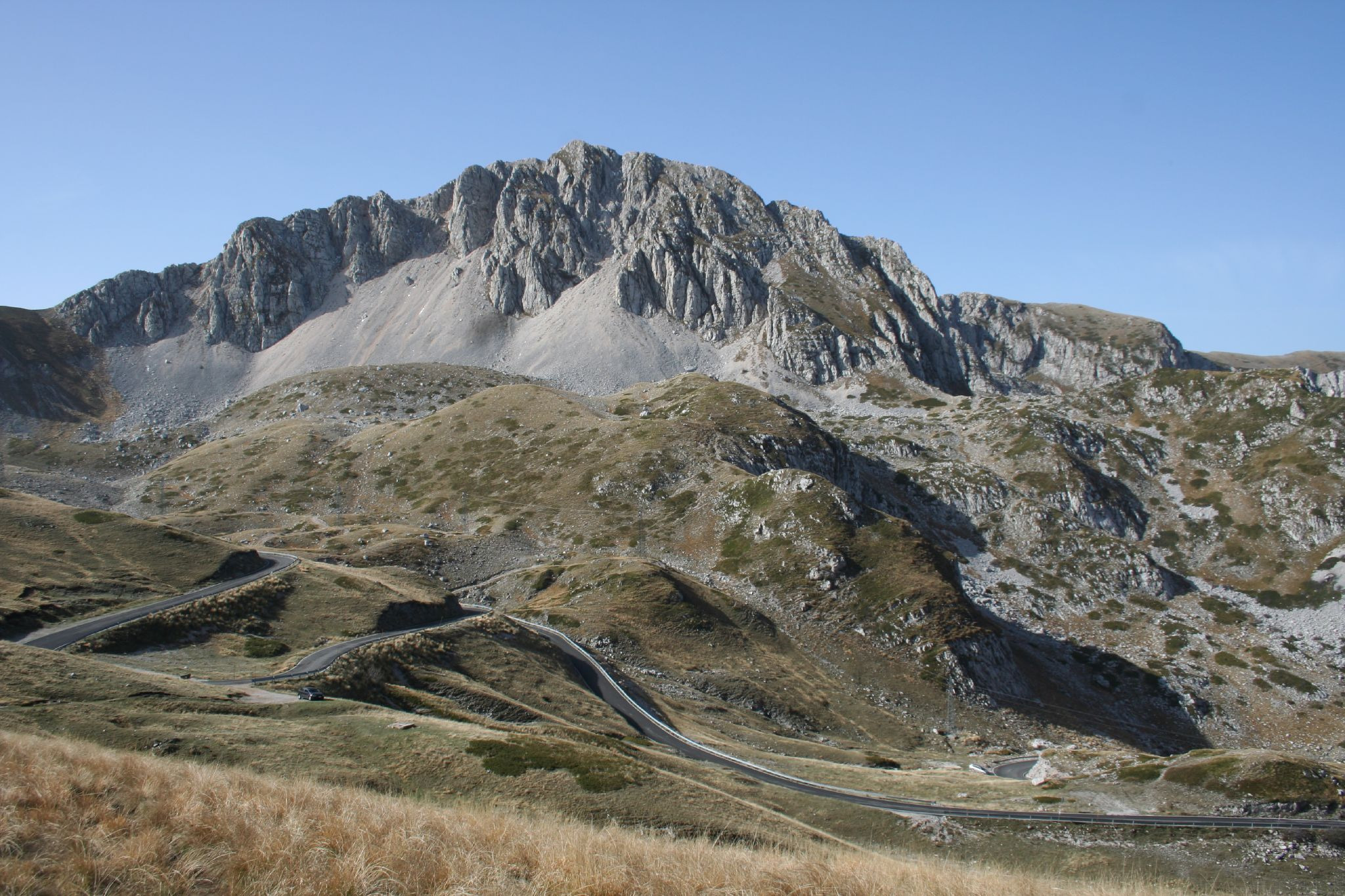
Il lato leonessano del Terminillo, nell'alta Vallonina, solcato dalla strada provinciale 10

- Monte Terminillo e Vallonina: nel territorio di Leonessa rientra tutto il versante settentrionale del monte Terminillo, nota meta sciistica ed escursionistica. Il paese è collegato alla montagna per mezzo della strada provinciale 10 "Turistica del Terminillo", che risale la Vallonina (le cui faggete sono annoverate tra i siti di interesse comunitario) e scavalca la Sella di Leonessa fino a ricongiungersi al versante meridionale/reatino. Sul versante leonessano della montagna si trova una stazione sciistica denominata "Campo Stella", rinnovata nel 2013 con un nuovo impianto di arroccamento.
- Monte Tilia: è l'altura posta immediatamente a meridione del paese, alla quale durante l'estate si può ascendere grazie a una seggiovia[12], sede della vecchia stazione sciistica di Leonessa.

## Società

### Evoluzione demografica
Abitanti censiti

### Tradizioni e folclore
- Intorno al 29 giugno (festa dei Santi Pietro e Paolo) vi si tiene annualmente il Palio del Velluto, gara tra le contrade che si svolse ininterrottamente dal 1464 al 1556. È stato riportato in auge nel 1997.
- Nella seconda domenica di settembre si tengono i festeggiamenti in onore del santo patrono San Giuseppe da Leonessa (1556-1612).

## Cultura

### Istruzione

#### Biblioteche
Leonessa dispone di una biblioteca civica intitolata all'archeologo Giuseppe Cultrera, inaugurata nel 2006 e collocata all'interno del palazzo municipale.

#### Musei
- Museo Civico di Leonessa
- Museo Demo-antropologico di Leonessa

Stemma Originale di Leonessa
Stemma originale di Leonessa del 1700 in piastrelle di ceramica e donato al museo antropologico di Leonessa dal Dr. Ivo Pulcini.

### Cucina
Leonessa è il luogo di produzione della patata leonessana, riconosciuta come uno dei prodotti agroalimentari tradizionali italiani.

## Geografia antropica

### Frazioni

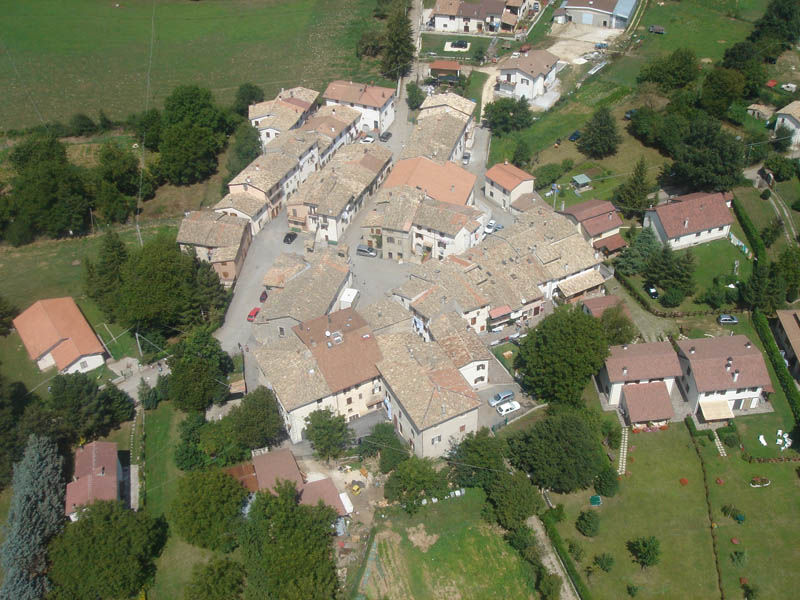
Villa Lucci

Albaneto, Capodacqua, Casa Buccioli, Casale dei Frati, Casanova, Colleverde, Corvatello, Cumulata, Fontenova, Fuscello, Ocre, Pianezza, Piedelpoggio, Sala, San Clemente, San Giovenale, Sant'Angelo in Trigillo, San Vito, Terzone, Vallimpuni, Vallunga, Viesci, Villa Alesse, Villa Berti, Villa Bigioni, Villa Bradde, Villa Carmine, Villa Ciavatta, Villa Climinti, Villa Colapietro, Villa Cordisco, Villa Gizzi, Villa Immagine, Villa Lucci, Villa Massi, Villa Pulcini, Villa Zunna, Vindoli, Volciano.

### Suddivisioni storiche
Il territorio del Comune di Leonessa è suddiviso in Sesti, nel cui comprensorio sono collocate le trentasei frazioni Leonessane: Sesto di Corno, Sesto di Croce, Sesto di Forcamelone, Sesto di Poggio, Sesto di Torre e Sesto di Terzone.

## Infrastrutture e trasporti

### Strade
Leonessa è il punto di intersezione tra due strade statali: una è la SS 471 di Leonessa, che collega il comune da un lato verso l'Abruzzo (Posta, Amatrice e L'Aquila), e dall'altro verso l'Umbria (Cascia e Norcia); l'altra è la SS 521 di Morro, che collega Leonessa al capoluogo Rieti e alla capitale Roma, nonché alla città di Terni. In corrispondenza del paese, il tracciato originario di queste strade è stato sostituito da una breve variante a scorrimento veloce che evita l'attraversamento dell'abitato; nella parte rimanente seguono invece il tracciato storico, tortuoso e pieno di curve.
Dalla cittadina hanno inoltre inizio alcune strade provinciali, tra cui la SP 10 per il Terminillo e la SP 11 per Trimezzo.

## Amministrazione
L'11 settembre 2008 il Consiglio dei ministri espresse parere favorevole al referendum per il distacco del comune di Leonessa dal Lazio e la sua aggregazione all'Umbria. La consultazione ebbe luogo il 30 novembre e 1º dicembre 2008. Nonostante la vittoria del Sì, non venne raggiunto il previsto quorum di 1.146 voti favorevoli (maggioranza assoluta degli aventi diritto). Su 1.207 votanti, 926 si pronunciarono per il Sì e 238 per il No; le schede bianche furono 19 e le nulle 24.
Dall'anno della sua fondazione (1278) fino all'unità d'Italia (1861), per circa 600 anni, Leonessa ha fatto parte del Regno di Napoli (poi divenuto Regno delle Due Sicilie). Il comune apparteneva al distretto di Cittaducale, che a sua volta apparteneva prima al giustizierato dell'Abruzzo Ulteriore, poi alla provincia dell'Abruzzo Ulteriore II, in entrambi i casi con capoluogo L'Aquila. All'unità d'Italia il comune fu inserito nel circondario di Cittaducale all'interno della provincia dell'Aquila, in Abruzzo.
Nel 1927, a seguito del riordino delle circoscrizioni provinciali stabilito dal regio decreto n. 1 del 2 gennaio 1927, per volontà del governo fascista, quando venne istituita la provincia di Rieti, Leonessa passò dalla provincia dell'Aquila (Abruzzo) a quella di Rieti (Lazio).
| Periodo        | Periodo        | Primo cittadino   | Partito      | Carica  | Note |
| -------------- | -------------- | ----------------- | ------------ | ------- | ---- |
| 23 aprile 1995 | 12 giugno 2004 | Paolo Trancassini | Lista civica | Sindaco |      |
| 12 giugno 2004 | 9 giugno 2009  | Alfredo Rauco     | lista civica | Sindaco |      |
| 9 giugno 2009  | 27 maggio 2019 | Paolo Trancassini | lista civica | Sindaco |      |
| 27 maggio 2019 | in carica      | Gianluca Gizzi    | lista civica | Sindaco |      |

### Gemellaggi
Il comune di Leonessa, dal 1978, è gemellato con l'omonimo battaglione dell'11º Reggimento Trasmissioni. In occasione delle celebrazioni del trentennale del gemellaggio avvenute nel settembre 2008, il comune ha conferito la cittadinanza onoraria al Comandante dell'11º Reggimento Trasmissioni.
- Gonesse, dal 1978

### Altre informazioni amministrative
- Fa parte della Comunità montana Montepiano Reatino.